# Resident Evil: Survivor 2 - Code Veronica
Resident Evil: Survivor 2 - Code Veronica, connu au Japon sous le nom Gun Survivor 2: Biohazard - Code: Veronica (), est un jeu vidéo de tir au pistolet développé par Capcom Production Studio 3 et Nextech, puis édité par Capcom et namco en 2001 sur système d'arcade Naomi. C'est un jeu inspiré de l'univers de Resident Evil: Code Veronica. Il a été porté sur PlayStation 2,.

## Personnages
Dans ce volet, on peut incarner Claire Redfield (Resident Evil 2 et Resident Evil: Code Veronica) mais aussi Steve Burnside (de Code veronica). L'Histoire reste la même malgré le choix du personnage, seul la cinématique d'entrée change.

## Série
1. Biohazard: Gun Survivor : 2000, PlayStation
2. Gun Survivor 2: Biohazard - Code: Veronica
3. Gun Survivor 3: Dino Crisis : 2002, System 246, PlayStation 2 (Dino Stalker)
4. Gun Survivor 4: Biohazard - Heroes Never Die : 2003, Sony PlayStation 2